# A Tatárpuszta
A Tatárpuszta (Il deserto dei Tartari) Dino Buzzati olasz író 1940-ben megjelent regénye. Egzisztenciális témákat fejteget, például a várakozást, a kitartást, az emberi lét értelmét. A 20. századi olasz irodalom egyik legfontosabb művének tartják, és számos nyelvre lefordították.

## Keletkezése
A regény már a koncepciójától kezdve egy prousti mű: a szerző saját bevallása szerint „a monoton éjszakai szerkesztői rutinban gyökerezett, amit akkoriban végeztem. Nagyon gyakran az a gondolatom támadt, hogy ez a foglalatosság sosem ér véget, és hasztalanul felemészti az életemet. Úgy hiszem, ez az érzés az emberek többségében megjelenik, különösen a napi rutinba beágyazódott városiakban. A gondolat katonai világba való átültetése szinte ösztönösen történt meg számomra.”
A helyszínre, egzotikus környezetre és hangulatra vélhetően a Marco Polo utazásai volt hatással, témájára pedig Konsztandínosz Kaváfisz 1904-es A barbárokra várva költeménye.
Magyarul legelőször 1963-ban jelent meg az Európa kiadónál (fordította Telegdi Polgár István).

## Cselekmény
A regény Giovanni Drogo tiszt történetét meséli el, aki fiatalon a Bastiani erődbe, egy távoli határ menti erődítménybe kerül. Feladata, hogy megvédje az erődöt (és ezáltal az országhatárt) az Északi Birodalomtól, amellyel generációk óta nem volt háború, ráadásul a sziklás környezet alkalmatlanná teszi a „tatárpusztát” bármiféle katonai hadműveletre északról (egy régi, erődbeli legenda miatt Tatárpuszta a neve).
A türelmes várakozás ellenére az ellenség nem jön, és a támadás nem következik be. Várakozás közben Drogo az idő múlásáról, katonai karrierjének hiábavalóságáról és az élet értelméről elmélkedik. Szabadságai során visszatér a szülővárosába, szerelmével is találkozik, aki még mindig szerelmes belé, de Drogo számára már semmit nem kínál az otthon. Csak az erődbeli élet, az ellenséggel való összeütközés álma hozza lázba.
Idő múlásával a főparancsnokság rájön a Bastiani erőd csökkenő fontosságára, ezért létszámcsökkenés megy végbe. Drogónak senki sem szólt időben, próbálta, de nem tudta már soha elhagyni az erődöt.
Az évtizedek egymás után telnek, és míg Drogo egykori barátai teljes életet élnek a városban, neki csak a hosszú, türelmes virrasztás jut bajtársai mellett. Végül mégis megérkezik az ellenség, de Drogo ekkor már annyira öreg és beteg, hogy nem tud részt venni a harcban, és visszaküldik a városba.
A regényben szereplő tatárok nem egy konkrét népet jelöl, hanem egy ismeretlen, félelmetes fenyegetést.

## Hatása
A Tatárpusztát egyesek az irodalmi mágikus realizmus egyik előfutáraként tartják számon.
1976-ban megfilmesítették.
Hatással volt John Maxwell Coetzee 1980-as A barbárokra várva (Waiting for the Barbarians) című regényére, melynek témája hasonlóképpen egy ellenséges betörésre való várakozás. Míg Buzzati műve a fasiszta fenyegetés hatására íródott és egzisztenciális témákat fejteget, Coetzee regénye az apartheid által előidézett instabil politikai helyzetet tükrözi, és a gyarmatosító hatalom kritikája.
Megjelenik Az évszázad 100 könyve listáján, az 1001 könyv, amit el kell olvasnod, mielőtt meghalsz listáján, és a 111 híres regényben.